# Friedrich Wilhelm Richter (Politiker, 1878)
Friedrich Wilhelm Richter (* 29. Juli 1878 in Dresden; † 9. März 1946 ebenda) war ein deutscher Verwaltungsbeamter und Politiker.

## Leben

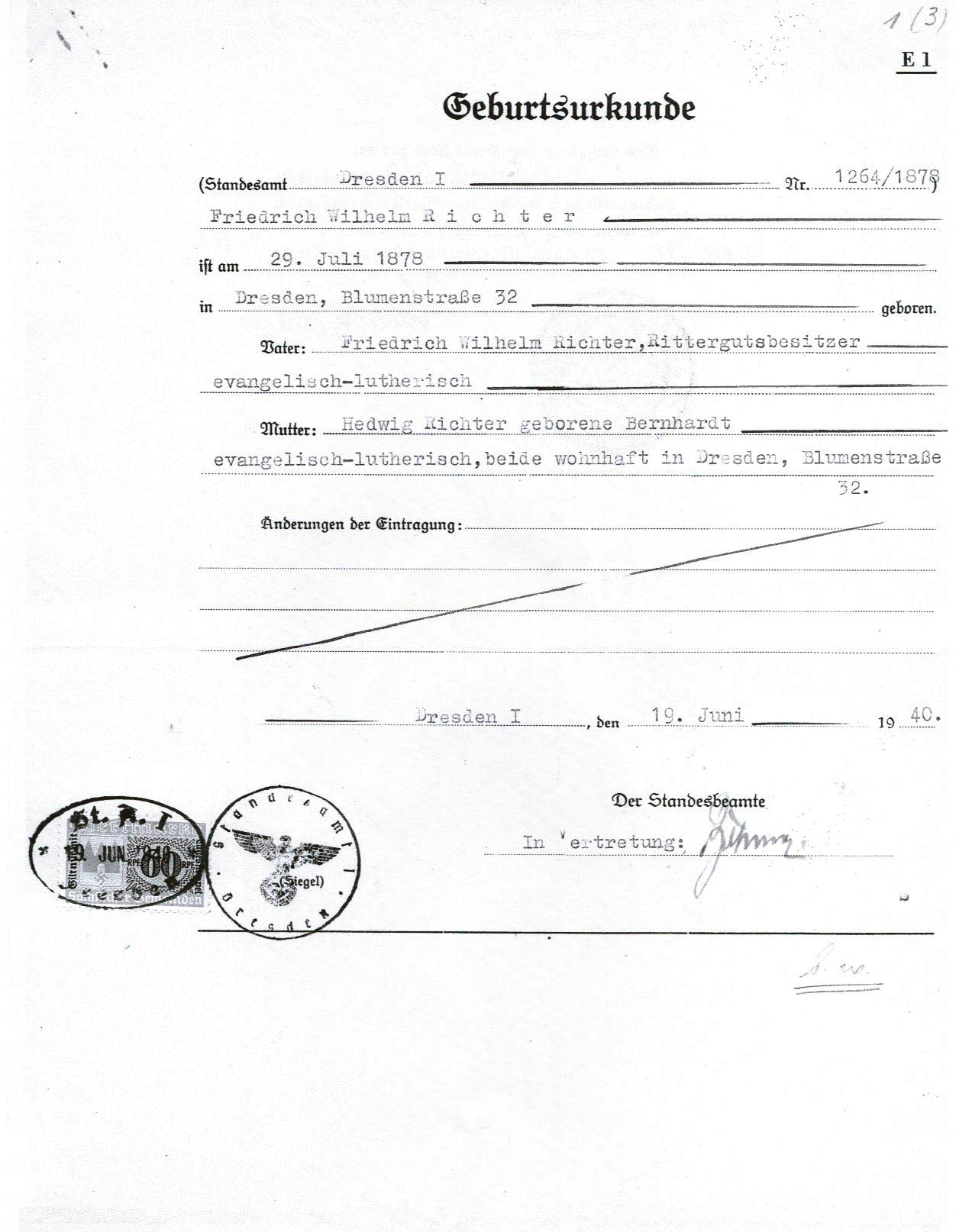
Richters Geburtsurkunde

Friedrich Wilhelm Richter wurde als Sohn des Oberamtmanns und Rittergutsbesitzers Friedrich Wilhelm Richter geboren. Nach dem Abitur studierte er an der Albert-Ludwigs-Universität Freiburg und der Universität Leipzig Rechtswissenschaft und Nationalökonomie. 1899 wurde er im Corps Saxonia Leipzig recipiert. Zweimal klammerte er die Erste Charge. Er absolvierte ab 1901 den Vorbereitungsdienst beim Amtsgericht Meißen und beim Amtsgericht Großenhain, bei der Amtshauptmannschaft Meißen, beim Stadtrat in Bautzen und bei der Generaldirektion der Königlich Sächsischen Staatseisenbahnen. In der Folgezeit unternahm er mehrere Studienreisen in die Vereinigten Staaten und nach China, Japan, Java, Indien und Ceylon. 1906 trat er als Assessor bei der Polizeidirektion Dresden in den sächsischen Verwaltungsdienst. Er wurde 1909 Regierungsamtmann bei der Amtshauptmannschaft Zittau, wechselte 1913 in gleicher Funktion zur Amtshauptmannschaft Chemnitz. Ab 1917 war er als Regierungsrat beim Lebensmittelamt tätig, einer Abteilung des Sächsischen Innenministeriums. Am 1. Dezember 1918 wurde er Amtshauptmann (Landrat) im Kreis Zittau. Am 1. Juli 1924 übernahm er die Leitung der übergeordneten Kreishauptmannschaft Bautzen. Richter hatte sich keiner Partei angeschlossen. Ab 3. Juli 1929 war er im Gesamtministerium Bünger und ab 6. Mai 1930 im Gesamtministerium Schieck Staatsminister des Innern des Freistaates Sachsen. Im Januar 1930 übernahm er zusätzlich die Funktion des Ministers für Arbeit und Wohlfahrt. Als Regierungsmitglied war er gleichzeitig Bevollmächtigter Sachsens zum Reichsrat. Fünf Tage nach der Reichstagswahl März 1933 trat das Gesamtministerium Schieck aufgrund des Drucks durch den Reichskommissar Manfred von Killinger (NSDAP) am 10. März 1933 zurück.
Nach Angaben seines Sohnes Johann Christoph Richter hat sich Friedrich Wilhelm Richter in folgenden Jahren als Actor einer Vermögensverwaltung betätigt und sich vorübergehend in der Schweiz aufgehalten. Richter engagierte sich im Widerstand gegen Hitler im Umfeld des damaligen Oberbürgermeisters von Leipzig, Carl Friedrich Goerdeler, und erklärte sich bereit, im Falle eines gelungenen Hitlerattentats der Militärgewalt in Sachsen als ziviler Berater zur Verfügung zu stehen. In diesem Zusammenhang wurde er nach dem Attentat vom 20. Juli 1944 am 8. September 1944 von der Gestapo in Dresden verhaftet. „Einige Monate später wurde er durch den Volksgerichtshof wegen Hochverrats zu drei Jahren Zuchthaus verurteilt. Es erfolgte seine Überführung vom Untersuchungsgefängnis Moabit nach dem Zuchthaus Brandenburg. Dort wurde er am 27. April 1945 durch die Rote Armee befreit.“
Von seinen im Zuchthaus erworbenen Krankheiten konnte er sich nicht mehr erholen. Trotzdem trat er 1945 in die LDP ein und übernahm im Oktober 1945 das Amt des Präsidenten des Sächsischen Landesrechnungshofes. Er starb mit 67 Jahren im Amt.